# Hallau
Hallau (tot 1934 officieel in het Duits Unterhallau) is een gemeente en plaats in het Zwitserse kanton Schaffhausen.
Hallau telt 2008 inwoners.
Bargen · Beggingen · Beringen · Buch · Buchberg · Büttenhardt · Dörflingen · Gächlingen · Hallau · Hemishofen · Lohn · Löhningen · Merishausen · Neuhausen am Rheinfall · Neunkirch · Oberhallau · Ramsen · Rüdlingen · Schaffhausen · Schleitheim · Siblingen · Stein am Rhein · Stetten · Thayngen · Trasadingen · Wilchingen
- Gemeinsame Normdatei: 4398622-5
- Historisch woordenboek van Zwitserland: 001289
- Virtual International Authority File: 240519585
- WorldCat: E39PBJbWrghCMMjxd8bJDcp9Dq